# Житни закони
Житни закони в историята на Великобритания е общо наименование на различни нормативни актове, регулиращи вноса и износа на зърно. Споменавания на подобни закони се срещат още от XII век. Най-голямо политическо значение изиграват въведените през 1815 г. специални закони за рязко повишаване на митата на вносните селскостопански произведения, известни като „житни закони“ (на английски: Corn laws). Целта на въвеждането им е да облагодетелства местните производители, основно едри земевладелци, и те са пример на политика на меркантилизъм.
Още през 1791 г. поради търговските забрани, свързани с участието на Англия в поредица антифренски коалиции по време на Революционните войни, се въвеждат защитни мита и цените на зърнените продукти нарастват рязко. През 1795 г. има лоша реколта, друга криза настъпва в периода 1799 – 1801 г., а между 1805 и 1813 отново има поредица от лоши реколти и нови скокове на цените. Недостигът на зърно е съпроводен с едновременно нарастване на населението и наложената от Наполеон континентална блокада. През 1815 година е приет Закон за вноса (Importation Act 1815), който забранява изцяло вноса на пшеница под фиксирана цена.
Високите цени на храните се отразяват веднага върху наемите и общо върху цената на живота на по-голямата част от населението, недоволството в Англия нараства, започват вълнения, на някои места работниците нападат фабриките и чупят машините, провеждат се походи на бедните. Засилват се исканията на либералите за реформи в Парламента. Първоначално правителството реагира с насилие, но постепенно се налага разбирането, че са нужни реформи. Група от по-млади и енергични тори начело с Джордж Канинг и Робърт Пийл влизат в правителството и започват серия от реформи в данъчната система, съдебната система, премахнати са ограниченията за заемане на някои държавни длъжности, основани на религиозен признак. Следва парламентарна реформа (1832 г.), която е голяма политическа победа на либералната буржоазия, която се бори за въвеждането на свободна търговия. На следващата година се създава и първата национална организация на профсъюзите. Либералната буржоазия започва организирани действия за премахването на житните закони. Първият брой на списание Икономист излиза през септември 1843 г. именно като израз на тези искания.
След нова поредица от лоши селскостопански реколти, включително лоша картофена реколта в Ирландия през 1845 г., довела до Големия картофен глад, през 1846 г. английският парламент след продължителни и бурни дебати отменя „житните закони“, като така Англия първа от европейските страни въвежда политиката на свободна търговия. Отмяната на „житните закони“ е последвана и от реформи в социалната област, в резултат на които се подобрява до известна степен положението на работниците.